# DMG控股集團
DMG 印纪传媒（Dynamic Marketing Group）是一家位於中國北京，成立於1993年的娛樂傳媒公司。
DMG控股集團創始人為肖文閣、吳冰，現任公司董事長為肖文閣，總裁為吳冰。

## 關聯詞條
- DMG印纪娱乐传媒
- DMG印纪傳媒

## 外部連結
- DMG控股集團（英文）（简体中文）